# Hobart Rock
Der Hobart Rock ist ein niedriger Klippenfelsen an der Nordküste Südgeorgiens. Er liegt auf der Südseite der King Edward Cove in der Cumberland East Bay.
Der Name des Felsens ist erstmals auf einer Landkarte enthalten, die auf Grundlage von Vermessungen der King Edward Cove entstand, welche die Besatzung der HMS Sappho, eines Kreuzers der Apollo-Klasse, im Jahr 1906 durchgeführt hatte. Der weitere Benennungshintergrund ist nicht überliefert.